# Stiven Mendoza
John Stiven Mendoza Valencia (Palmira, 27 giugno 1992) è un calciatore colombiano, attaccante dell'Athl. Paranaense.

## Caratteristiche tecniche
È un'ala sinistra che può giocare anche nella fascia opposta.

## Palmarès

### Club
- Súper Liga: 1

Deportivo Cali: 2014
- Indian Super League: 1

Chennaiyin: 2015

### Individuale
- Indian Super League Golden Boot: 1

2015
- Indian Super League Hero of the League: 1

2015